# 汐見駅
汐見駅（しおみえき）は、北海道（胆振総合振興局）勇払郡むかわ町汐見一区にあった、北海道旅客鉄道（JR北海道）日高本線の駅（廃駅）である。事務管理コードは▲132205。

## 歴史

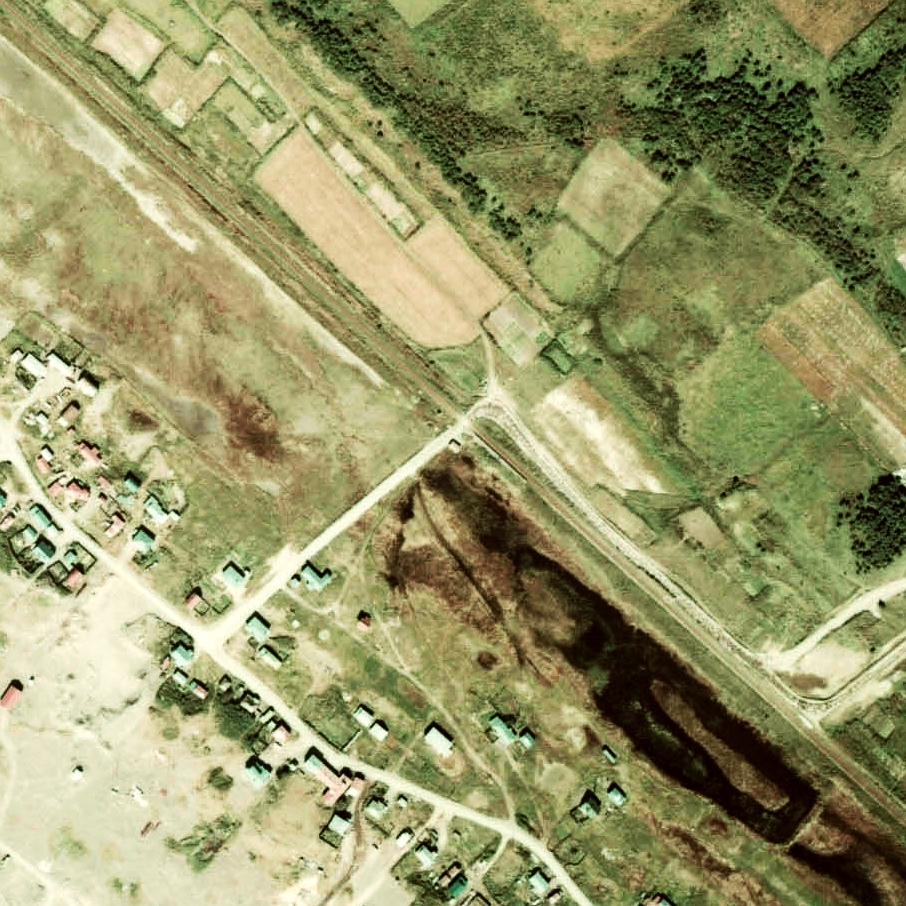
1975年の汐見駅と周囲約500m範囲。右下が静内方面。

- 1959年（昭和34年）12月18日：日本国有鉄道日高本線の駅として開業[1]。旅客のみ取扱い[1]。
- 1987年（昭和62年）4月1日：国鉄分割民営化に伴い、北海道旅客鉄道（JR北海道）の駅となる[1]。
- 2015年（平成27年）1月8日：厚賀駅 - 大狩部駅間の高波被害により列車の運行を休止[JR北 2]。
- 2018年（平成30年）9月1日：鵡川駅 - 静内駅間の代行バス所要時間短縮のため、代行バス下り8本中1本・上り8本中4本を当駅通過（国道235号を直行）に変更[JR北 3]。
- 2019年（令和元年）8月1日：代行バスの乗降場所を当駅待合室前から、鵡川漁港方へ140 m先のスクールバス待合所前へ移設[JR北 4]。
- 2021年（令和3年）4月1日：日高本線鵡川駅 - 様似駅間の廃止に伴い、廃駅となる[JR北 1][運輸局 1]。

### 駅名の由来
当駅の所在する地名より。
もともとはアイヌ語で「チン（chin）」（獣皮を乾かすところ）という地名であり、また当地には古くからのアイヌのコタン（村）であった「トゥンニカウンコタン（tunni-ka-un-kotan）」（柏の木・の上手・にある・村）が所在した。
汐見の地名は、1943年（昭和18年）11月15日施行の大字廃止・字名整理改正に伴って成立したもので、由来は「本地ハ丘ニシテ一望太平洋ヲ眺望ナシ得ル以テ汐見ト称シタリ」と説明があるように和名である。

## 駅構造
単式ホーム1面1線を有した地上駅だった。ホームは線路の南西側（様似方面に向かって右手側）に存在した。転轍機を持たない棒線駅となっていた。
静内駅が管理していた開業時からの無人駅で駅舎は無いが、ホームから少し離れた位置に待合所を有していた。コンクリートブロック造りの建物で内部には布張りのソファーが設置されていた。ホームは砂利敷きで苫小牧寄りに上屋を有した。

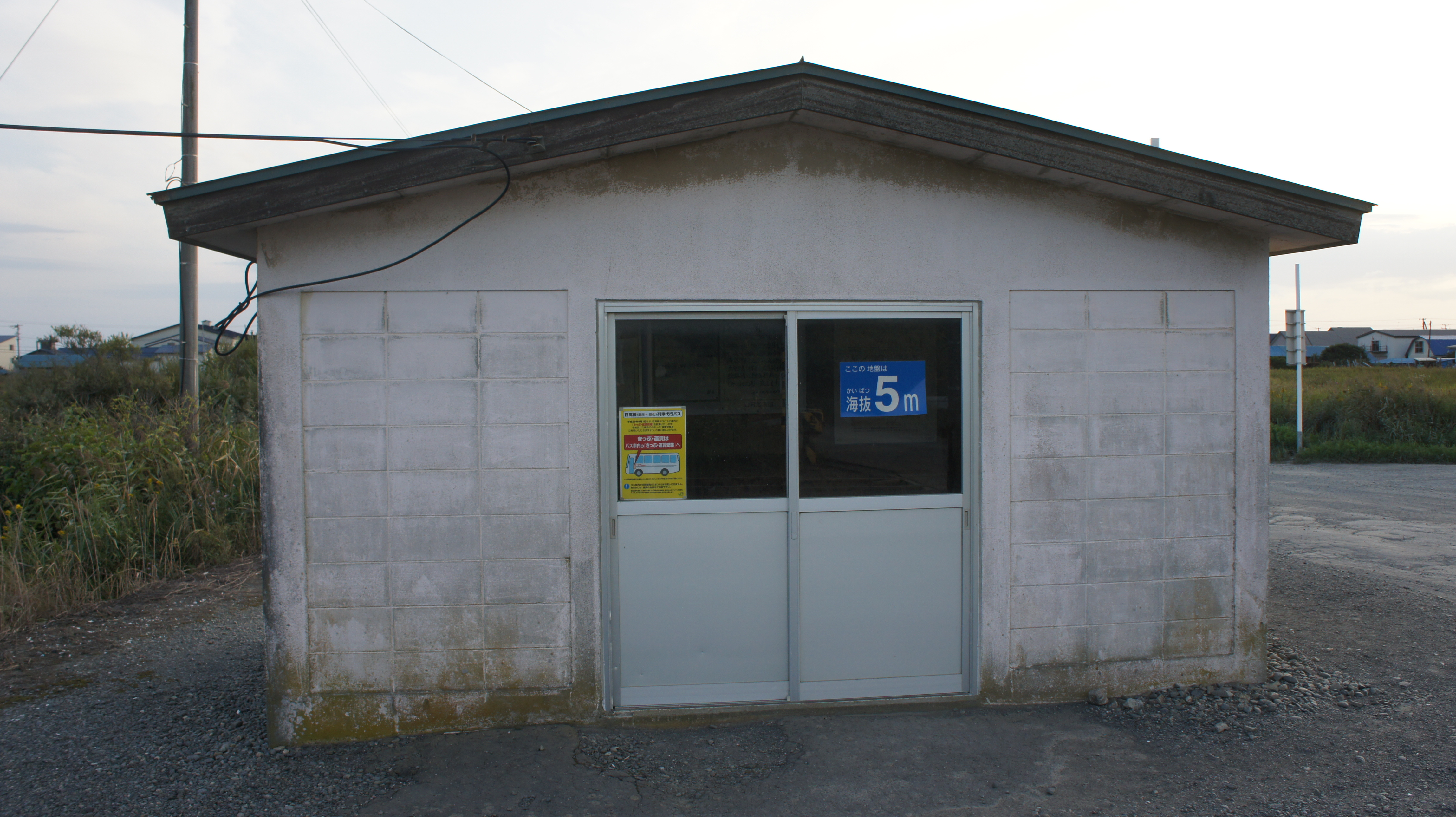
待合所（2017年9月）
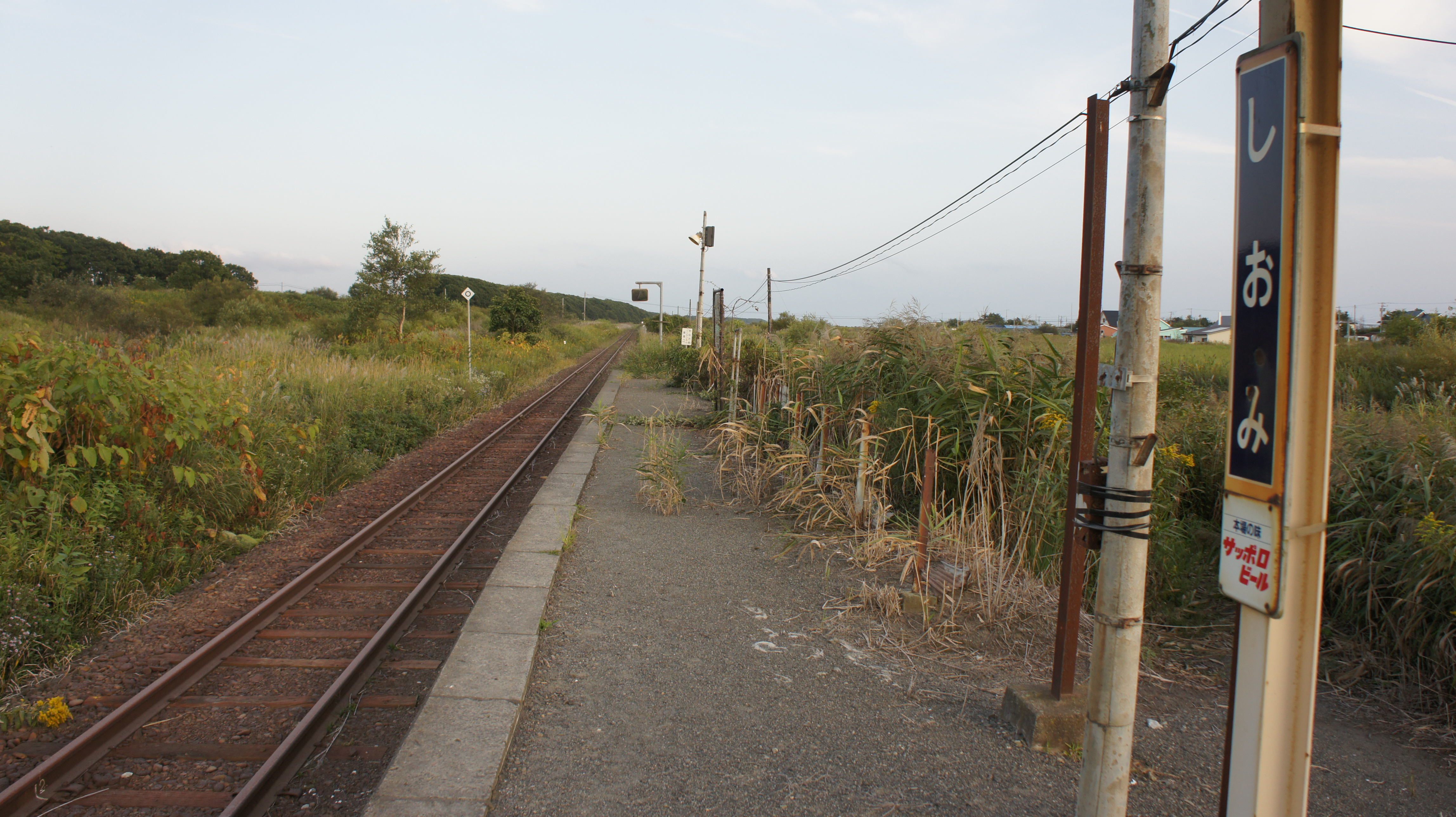
ホーム（2017年9月）
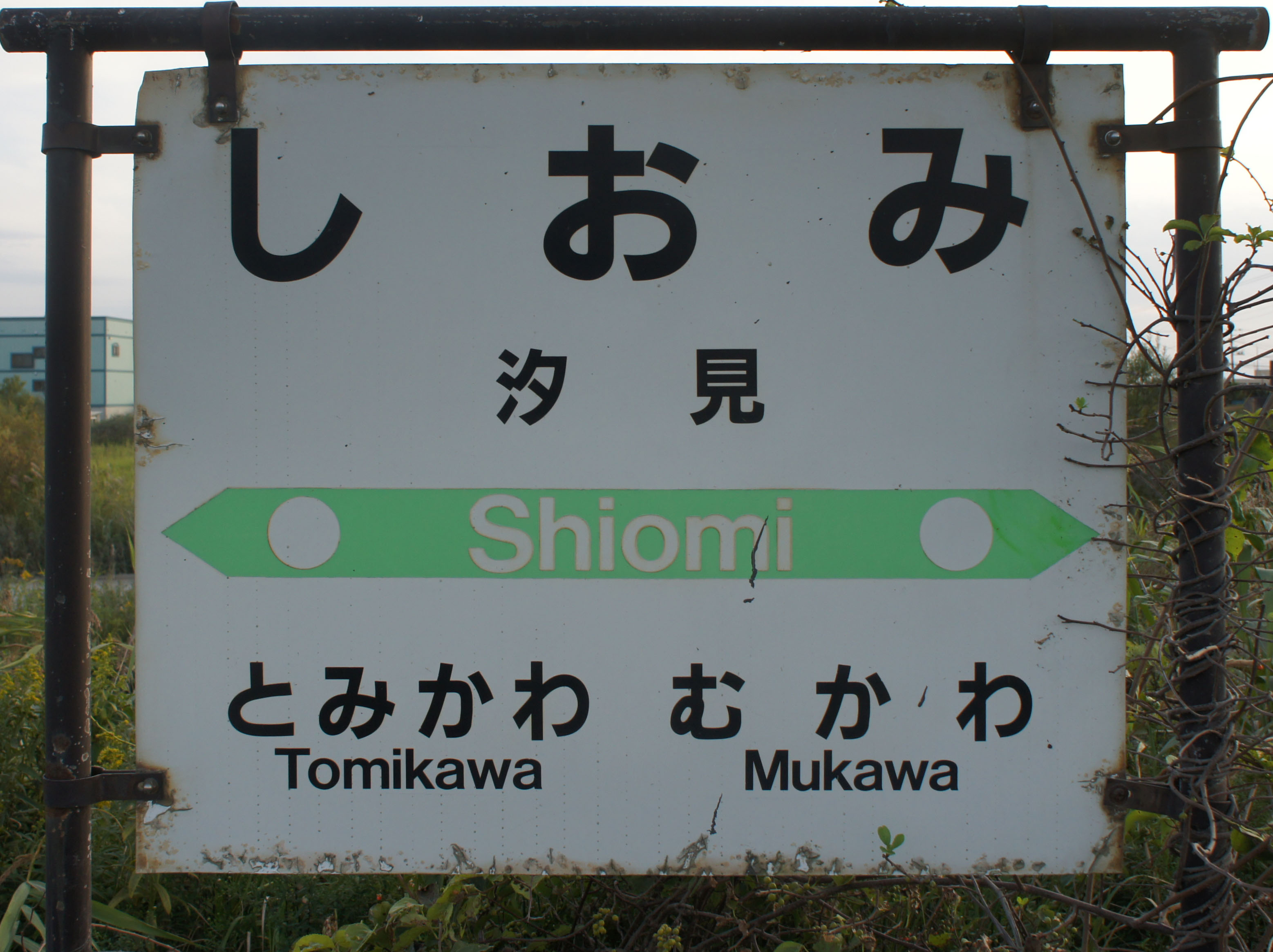
駅名標（2017年9月）

## 利用状況
乗車人員の推移は以下のとおり。年間の値のみ判明している年については、当該年度の日数で除した値を括弧書きで1日平均欄に示す。乗降人員のみが判明している場合は、1/2した値を括弧書きで記した。
また、「JR調査」については、当該の年度を最終年とする過去の各調査日における平均である。当駅についてはバス代行期間が存在するため、一部でバスと列車が別集計となっているほか、各年で集計期間が異なる。備考も参照。
| 年度               | 乗車人員 | 乗車人員 | 乗車人員 | 乗車人員 | 出典       | 備考                                                        |
| 年度               | 年間     | 1日平均  | JR調査   | JR調査   | 出典       | 備考                                                        |
| 年度               | 年間     | 1日平均  | 列車     | 代行バス | 出典       | 備考                                                        |
| ------------------ | -------- | -------- | -------- | -------- | ---------- | ----------------------------------------------------------- |
| 1981年（昭和56年） |          | (23.5)   |          |          | [ 10 ]     | 1日乗降人員：47                                             |
| 1992年（平成04年） |          | (27.0)   |          |          | [ 7 ]      | 1日乗降人員：54                                             |
| 2014年（平成26年） |          |          | 4        |          | [ JR北 5 ] | 当年の列車は単年の値。                                      |
| 2017年（平成29年） |          |          |          | ２       | [ JR北 6 ] | 2015年度末から鵡川 - 様似間バス代行。当年のバスは単年の値。 |
| 2018年（平成30年） |          |          |          | 1.5      | [ JR北 7 ] | 代行バスの値は過去2年平均                                   |
| 2019年（令和元年） |          |          |          | 1.3      | [ JR北 8 ] | 代行バスの値は過去3年平均                                   |
| 2020年（令和02年） |          |          |          | 1.3      | [ JR北 9 ] | 代行バスの値は過去4年平均                                   |

## 駅周辺
- 汐見漁港[9]
- 鵡川盛土墳墓群[9]
- 汐見海岸 - 駅から南に約0.4km[10]。
- サクラソウ群生地[9]

## 隣の駅
北海道旅客鉄道（JR北海道）
日高本線
鵡川駅 - 汐見駅 - *（臨）フイハップ浜駅 - 富川駅
*打消線は区間廃止前からの廃駅

#### JR北海道
1. 1 2  『日高線（鵡川・様似間）の廃止日繰上げの届出について』（PDF）（プレスリリース）北海道旅客鉄道、2021年1月5日。オリジナルの2021年1月5日時点におけるアーカイブ。2021年1月5日閲覧。
2. ↑  『日高線 厚賀〜大狩部間 67k506m 付近における盛土流出について』（PDF）（プレスリリース）北海道旅客鉄道、2015年1月13日。オリジナルの2015年1月15日時点におけるアーカイブ。2020年10月30日閲覧。
3. ↑  “日高線 鵡川駅～様似駅間 バス代行輸送 運行時刻等の変更について” (PDF).   北海道旅客鉄道 (2018年7月25日). 2018年7月29日時点のオリジナルよりアーカイブ。2018年7月29日閲覧。
4. ↑  “汐見駅乗降場所変更のお知らせ” (PDF).   北海道旅客鉄道. 2019年7月16日時点のオリジナルよりアーカイブ。2019年7月16日閲覧。
5. ↑  “日高線（鵡川・様似間）” (PDF). 線区データ（当社単独では維持することが困難な線区）(地域交通を持続的に維持するために).   北海道旅客鉄道. p. 3 (2018年8月1日). 2018年8月17日時点のオリジナルよりアーカイブ。2018年8月17日閲覧。
6. ↑  「日高線（苫小牧・鵡川間）」（PDF）『線区データ（当社単独では維持することが困難な線区）(地域交通を持続的に維持するために)』、北海道旅客鉄道、3頁、2018年7月2日。オリジナルの2018年8月17日時点におけるアーカイブ。2018年8月17日閲覧。
7. ↑  “日高線（鵡川・様似間）” (PDF). 線区データ（当社単独では維持することが困難な線区）(地域交通を持続的に維持するために).   北海道旅客鉄道. p. 3 (2019年10月18日). 2019年10月18日時点のオリジナルよりアーカイブ。2019年10月18日閲覧。
8. ↑  “日高線（鵡川・様似間）” (PDF). 地域交通を持続的に維持するために > 輸送密度200人未満の線区（「赤色」「茶色」5線区）.   北海道旅客鉄道. p. 3 (2020年10月30日). 2020年11月2日時点のオリジナルよりアーカイブ。2020年11月4日閲覧。
9. ↑  “駅別乗車人員  特定日調査（平日）に基づく”.   北海道旅客鉄道. 2022年8月3日時点のオリジナルよりアーカイブ。2022年8月14日閲覧。

#### 北海道運輸局
1. 1 2  『鉄道事業の一部廃止の日を繰上げる届出について』（PDF）（プレスリリース）国土交通省北海道運輸局、2021年1月5日。オリジナルの2021年1月5日時点におけるアーカイブ。2021年1月5日閲覧。